# Nina Persson

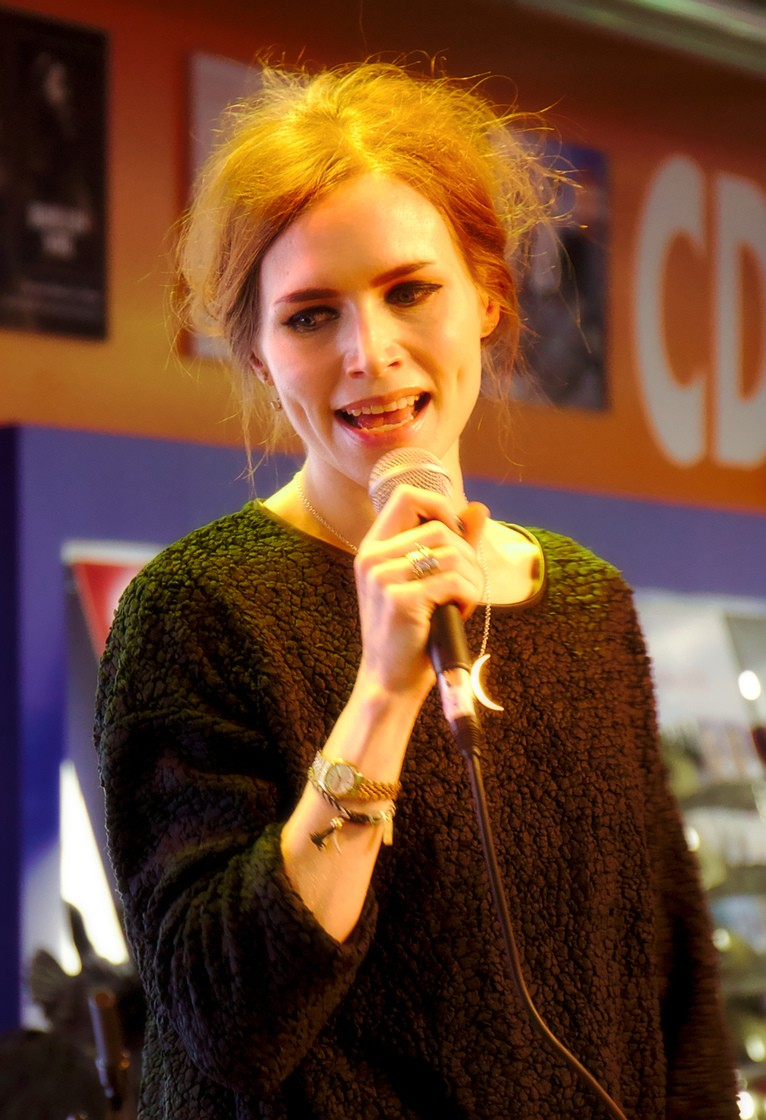
Nina Persson (2014)

Nina Elisabet Persson (Ausspracheⓘ; * 6. September 1974 in Örebro, Schweden) ist Leadsängerin und Songwriterin der schwedischen Pop-Rock-Gruppe The Cardigans.

## Leben und Wirken
Persson ist seit Juni 2001 mit dem US-Komponisten Nathan Larson verheiratet und hat einen Sohn.
Ebenfalls 2001 erschien unter dem Namen A Camp ihr Solodebüt.
Ihr Schauspieldebüt gab sie in dem Film Om Gud Vill (engl. God Willing), der am 10. Februar 2006 in schwedischen Kinos Premiere hatte.
Persson nahm mit den Manic Street Preachers den Song Your Love Alone Is Not Enough auf, der im April 2007 als Single und kurz darauf auch auf dem Album Send Away the Tigers erschien.
2009 erschien ein weiteres Album (Colonia) unter dem Künstlernamen A Camp; 2014 folgte das Album Animal Heart unter ihrem eigenen Namen.
Im Januar 2023 veröffentlichte sie gemeinsam mit dem schottischen Folk-Musiker James Yorkston und The Second Hand Orchestra das Album The Great White Sea Eagle. 
Nina Persson wohnt heute mit ihrer Familie in der südschwedischen Stadt Malmö.

## Diskografie
- 2001: A Camp
- 2009: Colonia (mit A Camp)
- 2014: Animal Heart
- 2023: The Great White Sea Eagle (mit James Yorkston)

Für ausführliche Diskografien siehe die entsprechenden Abschnitte unter The Cardigans bzw. A Camp.